# Felix da Housecat
Felix da Housecat, geboren als Felix Stallings Jr. (Chicago, 7 mei 1971) is een Amerikaanse dj. Hij komt voort uit de housescene van zijn geboortestad Chicago. Sinds het album Kittenz & Thee Glitz is hij vooral bekend van zijn werk aan het electrofront.

## Houseproducer
Felix da Housecat werd op zijn vijftiende al producer in zijn geboortestad Chicago, de housestad. Met DJ Pierre maakte hij in 1987 de single Phantasy girl, dat een hitje op de lokale radiostations werd. Zijn strenge ouders vonden echter dat hij zich beter met studeren dan met housemuziek kon bezighouden. Ze stuurden hem naar de Alabama State University.
Toen Felix in 1992 klaar was met zijn studie, besloot hij weer housemuziek te gaan maken. De scene in Chicago was echter doodgebloed. Hij nam contact op met zijn oude mentor DJ Pierre, die hem in contact bracht met William Orbit. William gaf hem een platencontract bij Guerilla Records voor het nummer The dawn. Onder de namen Aphrohead, Sharkimax, Wonderboy, Electricboy, Thee Madkatt Courtship, 2 blak Ninjas (met k-Alexi) en Felix da Housecat bracht hij vanaf dat moment een grote hoeveelheid platen uit voor verschillende labels. Hij begon na aandringen van zijn manager ook als dj. In 1995 bracht hij het album Metropolis Present Day? Thee Album! uit. In die jaren was hij echter nog bekender onder de naam Aphrohead. Het nummer 'In The Dark We Live' (1993) werd door een remix van Dave Clarke een clubhit. Als Aphrohead bracht hij de albums Thee Industry Made Me Do It (1994), 10 (1996), Aphrohead (1999) en Crybaby (2001) en Thee Underground Made Me Do It (2002) uit. Ook maakte hij samen met Junior Jack en zangeres Dajaé het nummer Everyday My Life (2001). In 2000 verscheen de dubbelaar Bugged Out! Mix voor de gelijknamige club, waarbij de andere cd voor Justin Robertson was.

## Overstap naar elektroclash
Felix raakte bij een groter publiek bekend door het album Kittenz and Thee Glitz (2001). Met het album sloeg Felix een volledig nieuwe weg in. De house was zo goed als verdwenen en het album bracht dansvloergerichte electroclash. Hij werkte er samen met Miss Kittin, die ook op de grootste hit Silver Screen (Shower scene) te horen is. Het album werd door de pers geprezen. en is de start van een hele electroclash-hype, die de periode daarna veel navolging kende. Het maakte hem ook bijzonder populair als remixer. Britney Spears, Madonna en Kylie Minogue behoorden tot zijn klanten. Zijn hit Silver Screen (Shower scene) kreeg niet veel later een tweede leven doordat 2 Many DJ's het opgenomen had op hun mixplaat As Heard On Radio Soulwax pt. 2 (2002). Hierop stond en remixversie waarin een sample van She Has A Way van Bobby Orlando zat verwerkt. Het nummer werd een tijdlang voor de reclame van Bacardi gebruikt. In 2002 bracht hij ook het mixalbum Excursions uit. 
Op het album Devin dazzle & the neon fever zette hij de ingeslagen weg voort. Daarop werkte hij samen met onder andere James Murphy van LCD Soundsystem. Het nummer Watching cars go by werd door Sasha gebruikt op zijn mixalbum Involver. Deze remix kreeg een nominatie voor een Grammy Award. In 2005 mixte Felix voor het computerspel Playboy: The Mansion het soundtrack-album.
In 2007 bracht hij Virgo Blaktro and the Movie Disco uit. Hier stapte hij af van de electroclash en richtte hij zich meer op de disco en soul uit de 70's. In 2008 draaide hij op Sensation. De jaren daarna bracht hij He Was King (2009) en Son of Analogue (2011) uit. In 2011 besloot hij om wat rust te nemen en begon hij een sabbatical die tot 2013 duurde. Sindsdien verschijnt er weer muziek.
- Bibliothèque nationale de France: cb13976396q (data)
- Gemeinsame Normdatei: 134887654
- International Standard Name Identifier: 0000 0003 6846 8614
- Library of Congress Control Number: no2007109846
- MusicBrainz: 2c2fc34d-6cc7-4a12-8704-802e5af3304d
- Nationale Bibliotheek van Tsjechië: xx0086601
- Système universitaire de documentation: 085676934
- Trove: 1479775
- Virtual International Authority File: 59277482
- WorldCat: E39PBJfcPfcJtqxCWB4VHvmTpP